# (8772) Minutus
(8772) Minutus ist ein Asteroid des inneren Hauptgürtels, der am 29. September 1973 von dem niederländischen Astronomenehepaar Cornelis Johannes van Houten und Ingrid van Houten-Groeneveld entdeckt wurde. Die Entdeckung geschah im Rahmen der 2. Trojaner-Durchmusterung, bei der von Tom Gehrels mit dem 120-cm-Oschin-Schmidt-Teleskop des Palomar-Observatoriums aufgenommene Feldplatten an der Universität Leiden durchmustert wurden, 13 Jahre nach Beginn des Palomar-Leiden-Surveys.
Der Asteroid gehört zur Nysa-Gruppe, einer nach (44) Nysa benannten Gruppe von Asteroiden (auch Hertha-Familie genannt, nach (135) Hertha). Die zeitlosen (nichtoskulierenden) Bahnelemente von (8772) Minutus sind fast identisch mit denjenigen der beiden kleineren, wenn man von der Absoluten Helligkeit von 16,6 und 17,3 gegenüber 14,0 ausgeht, Asteroiden (208707) 2002 JL51 und (331581) 2001 SO13.
(8772) Minutus ist nach der Zwergdommel benannt, deren wissenschaftlicher Name Ixobrychus minutus lautet. Zum Zeitpunkt der Benennung des Asteroiden am 2. Februar 1999 befand sich die Zwergdommel auf der niederländischen und europäischen Roten Liste gefährdeter Vögel.